# Ga Soraepogu
Ga Soraepogu là ga đường sắt ở Namdong-gu, Incheon, Hàn Quốc. Nó mở cửa vào 30 tháng 6 năm 2012. Có nhiều cửa hàng và nhà hàng nằm xung quanh nhà ga.

## Bố trí ga
| ↑ Wolgot           |
| \| １              |
| Incheon Nonhyeon ↓ |

| １ | ●Tuyến Suin–Bundang |   | Hướng đi Incheon →     |
| ２ | ●Tuyến Suin–Bundang | ← | Hướng đi Cheongnyangni |